# جزيرة فونين
جزيرة فونين (بالدنماركية: Fyn، وتُنطق [ˈfyˀn]) هي ثالث أكبر جزيرة في الدنمارك بعد زيلاند وفندسوسل-ثي، وتبلغ مساحتها نحو 3,099.7 كيلومتر مربع، مما يجعلها الجزيرة رقم 165 من حيث الحجم عالميًا. تقع فونين في الجزء الأوسط من البلاد، ويبلغ عدد سكانها 469,947 نسمة حسب إحصاءات عام 2020. المدينة الرئيسية في الجزيرة هي أودنسه، التي ترتبط بالبحر عبر قناة مائية نادرًا ما تُستخدم. يُذكر أن حوض بناء السفن "أودنسه ستيل شيبيارد" نُقل إلى خارج المدينة.
من الناحية الإدارية، تتبع فونين إقليم جنوب الدنمارك. وبين عامي 1970 و2006، كانت تشكل الجزء الأكبر من مقاطعة فونين، التي كانت تضم أيضًا جزر لانغلاند، وإيرو، وتوسينغه، إلى جانب عدد من الجزر الصغيرة.
ترتبط فونين بجزيرة زيلاند — أكبر جزيرة دنماركية — عبر جسر الحزام الكبير، الذي ينقل كلًا من السيارات والقطارات. يتكوّن الجسر فعليًا من ثلاثة أجزاء: جسرين منخفضين يربطان فونين بجزيرة سبراغو الصغيرة في منتصف المضيق، وجسر معلّق طويل (كان ثاني أطول جسر معلق في العالم عند افتتاحه) يصل إلى زيلاند، ويوازيه نفق للسكك الحديدية.
أما مع شبه الجزيرة الدنماركية (يولاند)، فترتبط فونين بجسرين:
- الجسر القديم للحزام الصغير: بُني في ثلاثينيات القرن العشرين لنقل السيارات والقطارات.
- الجسر الجديد للحزام الصغير: جسر معلق بُني في سبعينيات القرن الماضي، مخصص للسيارات فقط.

## المدن الرئيسية
- أودنسه: 183,783
- سفينبورغ: 27,521
- نيبورغ: 17,902
- ميدلفارت: 16,528
- فابورغ: 6,867
- رينغه: 6,729
- كيرتيمينده: 6,044
- أسنس: 6,001
- أوتروب: 5,270
- بوغينسه: 4,060

## شخصيات بارزة
- الكاتب هانس كريستيان أندرسن
- المؤلف الموسيقي كارل نيلسن
- المقاتل في حرب الاستقلال الأمريكية كريستيان فيبيغر
- لاعب كرة القدم الدولي كريستيان إريكسن

## وصلات خارجية
- الموقع الرسمي